# Novoland: Pearl Eclipse
Novoland: Pearl Eclipse (chinês: 斛珠夫人, pinyin: Húzhū Fūrén), ou Novolândia: Eclipse de Pérola, é uma série de fantasia histórica chinesa (wuxia) baseada no livro de Xiao Ruse e estrelada por Yang Mi (Bai Qian, Amor Eterno) e William Chan (Ci Mu, The Yin Yang Master).

## Sinopse
Durante a Dinastia Zheng, os esforços para obter a rara pérola Naga faz com que Ye Haishi, uma garota de uma vila de pescadores, perca seu pai. Enquanto o resto de sua família e aldeões são ameaçados por soldados corruptos, o primeiro ministro Fang Zhu a socorre e a aceita como sua discípula. Disfarçada de homem, ela entra na corte imperial como guarda-costas do imperador Zhu Zhongxu. Apaixonados, discípula e mestre são separados por uma reviravolta. Depois que é descoberto que Haishi era uma mulher, ela acaba por se tornar uma consorte do imperador.

## Elenco

### Principal
- Yang Mi como Fang Haishi / Ye Haishi

Uma jovem que vem de uma vila de pescadores. As pessoas de sua aldeia são forçadas a recolher pérolas Naga, formadas pelas lágrimas de sereias, para pagar os impostos. Enquanto procuram por sereias Naga em alto-mar, Ye Haishi e seu pai são atacados por tubarões. A jovem é a única sobrevivente, salva por uma sereia. Enquanto a aldeia é ameaçada por funcionários corruptos do governo, Ye Haishi ataca furtivamente o líder dos funcionários, sendo perseguida pelos outros oficiais. Na fuga, ela conhece Fang Zhu, que se oferece para ajudá-la com a condição que ela se disfarce de homem. Ela aceita a oferta e assume o sobrenome de seu mestre: Fang. Mais tarde, Fang Haishi  desenvolve sentimentos românticos por seu mestre, Fang Zhu.
- William Chan como Fang Jianming / Fang Zhu / Sr. Qinghai (Ator de Voz: Chen Hao)

Comandante das Forças Secretas Imperiais e  principal oficial da Dinastia Zheng. Sr. Qinghai. Como descendente da família Liushang Fang, Fang Jianming foi enviado ao palácio real para acompanhar os herdeiros reais ainda criança. Assim, ele e Zhu Chongxu, o atual imperador, tornaram-se melhores amigos. Durante a rebelião do príncipe Yi, Zhu Zhongxu foi gravemente ferido. Para salvar seu amigo, Fang Jianming tornou-se o Baixi de Zhongxu: alguém que suporta todas as doenças, dores físicas e ferimentos infligidos ao hospedeiro. Mais tarde, fingiu sua própria morte, passando a usar uma máscara para esconder sua identidade, sendo chamado por Fang Zhu. Enquanto escondido, Fang Zhu protege Zhu Chongxu e trabalha junto ao imperador para identificar os corruptos na Corte. Ao passar por uma vila de pescadores, acolhe de Haishi como discípula. Mais tarde, ele desenvolve sentimentos por sua Haishi, mas permanece afastando-a.
- Xu Kaicheng[6] como Imperador Di Xu / Zhu Zhongxu.
- Chen Xiaoyun[6] como Zizan e Tilan / Consorte Shurong.
- Wilson Wang[7] como Fang Zhuoying / Duo Han e Duo Luo.
- Yuan Yuxuan[7] como Ju Zheliu.

### Coadjuvantes
- Ye Qing como Zhu Linglang.
- Zeng Yongti como Ju Qiqi, diretora do departamento de tecidos do palácio e tia de Zheliu.
- Li Tai como Tang Qianzi / General Tang.
- Huang Junjie como Zhou Youdu, amigo de Fang Haishi e Fang Zhuoying.
- Ye Youwei como Zhu Jichan.
- Han Xiuyi como Su Ming.
- Dong Xuan como Lang Huan.
- Zheng Ge como Fu Yi.[8]

## Trilha Sonora
| Novolândia: Eclipse de Pérola - Trilha Sonora Original |                                                          |           |             |               |         |  |
| N.º                                                    | Título                                                   | Letras    | Música      | Artista       | Duração |  |
| 1.                                                     | "镌刻 Engraved" (Música de Abertura)                     | Luan Jie  | Tan Xuan    | Diamond Zhang | 4:21    |  |
| 2.                                                     | "以无旁骛之吻 Undisturbed kiss" (Música de Encerramento) | Duan Sisi | Tan Xuan    | Charlie Zhou  | 4:19    |  |
| 3.                                                     | "一生一次心一动 The heart moved once in a life"          | Duan Sisi | Tan Xuan    | Jane Zhang    | 5:04    |  |
| 4.                                                     | "總有離人留 Someone's got to stay and leave"             | Liu Chang | Gao Lianyue | Shuang Sheng  | 5:07    |  |
| 5.                                                     | "生辰 Birthdate"                                         | Duan Sisi | Tan Xuan    | Zhang Lei     | 4:30    |  |
| 6.                                                     | "醉花间 Drunken Flowers"                                 | Duan Sisi | Tan Xuan    | Li Qi         | 4:34    |  |